# Talássio (prefeitiano)
Talássio (em latim: Thalassius) foi um oficial bizantino do século V ou VI. Filho de Teódulo, teria servido em data desconhecida como prefeitiano (membro do séquito do prefeito pretoriano) no Oriente e foi enterrado em Córico.